# Kamel Henia
Pour les articles homonymes, voir Henia.
Kamel Henia (arabe : كمال هنية), né le 7 février 1944, est un footballeur tunisien. Il passe toute sa carrière au Club sportif de Hammam Lif.

## Biographie
Le plus jeune des frères Henia (Habib, Mezri, Mohsen et Hammadi), il ne fait pas  de la réussite en football un objectif prioritaire même s'il ne manque pas de talent. Il dispute au maximum une vingtaine de matchs par saison, y compris durant l'année au cours de laquelle il remporte le titre de meilleur buteur du championnat, avec un total de dix buts (marqués tous durant la phase retour). Au cours des trois dernières journées du championnat, le Club sportif de Hammam Lif, qui est dernier au classement, rencontre deux clubs démobilisés et gagne sur les scores de 3-0 et 4-1, avec à chaque fois un triplé de Kamel Henia. Ce dernier met fin à sa carrière à l'âge de 27 ans.

## Statistiques
| Saison               | Championnat | Championnat | Coupe  | Coupe |
| Saison               | Matchs      | Buts        | Matchs | Buts  |
| -------------------- | ----------- | ----------- | ------ | ----- |
| 1961-62              | 2           | 0           | 1      | 0     |
| 1962-63              | 11          | 3           | 0      | 0     |
| 1963-64 (Division 2) | 21          | 10          | 5      | 3     |
| 1964-65              | 13          | 3           | 4      | 2     |
| 1965-66              | 16          | 6           | 1      | 0     |
| 1966-67              | 13          | 1           | 2      | 0     |
| 1967-68              | 17          | 10          | 1      | 0     |
| 1968-69              | 16          | 2           | 0      | 0     |
| 1969-70              | 7           | 3           | 0      | 0     |
| 1970-71 (Division 2) | 16          | 4           | 4      | 3     |
| Total                | 132         | 42          | 18     | 8     |